# Giuseppe Savoca
Giuseppe Savoca (ur. 22 kwietnia 1968 w Berlinie; zm. 15 czerwca 1974 tamże) – nieletni mieszkaniec Berlina Zachodniego zmarły tragicznie wskutek utonięcia w Sprewie podczas zabawy w strefie granicznej pomiędzy sektorami miasta i zaliczany tym samym do poświadczonych historycznie ofiar śmiertelnych przy Murze Berlińskim. 

## Pochodzenie i okoliczności wypadku
Giuseppe Savoca urodził się w mieszkającej w zachodnioberlińskim okręgu Kreuzberg rodzinie pochodzących z Włoch imigrantów, posiadając w związku z powyższym wyłącznie obywatelstwo tego kraju. W dniu 15 czerwca 1974 r. wraz z innymi dziećmi bawił się na nabrzeżu Sprewy przy ulicy Gröbenufer (dziś May-Ayim-Ufer), gdzie około godziny 10:00 wpadł podczas poszukiwania zgubionej zabawki do rzeki, której wody na tymże odcinku należały terytorialnie w całości do Berlina Wschodniego. 
Zdarzenie zauważone zostało przez pełniącego wartę na moście Oberbaumbrücke żołnierza wojsk granicznych NRD, który powiadomił kompanię łodzi patrolowych, jednakże załoga przepływającej obok miejsca wypadku jednej z tychże nie zareagowała na nawoływania przechodniów o pomoc, kontynuując kurs w kierunku portu Osthafen. Otrzymując tam rozkaz interwencji, jednostka cofnęła się powracając o godzinie 10:25 na miejsce wypadku, gdzie nurkowie NVA wydobyli 35 minut później zwłoki chłopca.
W protokole służbowym posterunku granicznego NRD zaznaczono: „Podczas próby wyłowienia przedmiotu dziecko straciło równowagę i wpadło do wody. Przez krótki czas utrzymywało się jeszcze na powierzchni, po czym utonęło.  … [Pełniący służbę wartownik zauważył] wśród zgromadzonych na Gröbenufer przechodniów brak jakiejkolwiek aktywności w celu ratowania dziecka … [i nie widział żadnej łodzi]“. Według relacji dowódcy posterunku łódź patrolowa znajdowała się na miejscu wypadku.  Przyznać miał także, że  „oddzialy graniczne powiadomione zostały przez nawoływania obecnego na zachodnioberlińskim nabrzeżu mężczyznę o znajdującym się w rzece dziecku. Powołując się na fakt, iż w przeszłości miał on do czynienia z  wielokrotnymi nieuzasadnionymi żądaniami mieszkańców Berlina Zachodniego odnośnie podjęcia czynności ratunkowych, bierność znajdujących się na Gröbenufer wędkarzy oraz brak wyraźnych oznak tonięcia jakiejkolwiek osoby, utwierdziły go w przekonaniu o celowej prowokacji, w związku z czym patrol po krótkim postoju kontynuował rejs“.
W dniu śmierci chłopca rodzice udali się wieczorem do Berlina Wschodniego w celu identyfikacji zwłok, które na mocy zarządzenia prokuratury państwowej NRD wydane zostały dwa dni później. 
W latach istnienia granicy dzielącej obie części Berlina, w podobnych okolicznościach życie straciło w pobliżu Gröbenufer czworo innych dzieci, do których należeli Andreas Senk (1960–1966), Cengaver Katrancı (1964–1972), Siegfried Kroboth (1968–1973) oraz Çetin Mert (1970-1975).
Giuseppe Savoca upamiętniony został zarówno przez miejsce na tablicy przy ulicy May-Ayim-Ufer jak i przez jedno z tzw. okienek pamięci w mauzoleum Gedenkstätte Berliner Mauer przy Bernauer Straße.

## Literatura
- Hans-Hermann Hertle, Maria Nooke: Die Todesopfer an der Berliner Mauer 1961 - 1989. Ein biographisches Handbuch. Hrsg. vom Zentrum für Zeithistorische Forschung Potsdam und der Stiftung Berliner Mauer. Links, Berlin 2009, ISBN 978-3-86153-517-1.